# Вессекський діалект давньоанглійської мови
Вессекський діалект був одним із чотирьох діалектів давньоанглійської мови  разом із кентським, мерсійським і нортумбрським (останні два відомі як англські діалекти). Вессекський діалект, будучи насамперед мовою королівства Вессекс, став згодом основою і стандартом для літературних форм давньоанглійської мови.
У розвитку цього діалекту віділяють дві доби: ранньовессекську за часів Альфреда Великого (849 - 899) і пізньовессекську кінця X - поч. XI ст.
Внаслідок утвердження Вессексу як політично панівної сили в давньоанглійську добу, саме вессекський діалект посів чи не найповажніше місце з-поміж інших діалектів у давньоанглійських манускриптах.

## Ранньовессекський діалект давньоанглійської мови
Ранньовессекським діалектом послуговувалися за царювання короля Альфреда (849–899). Цією мовою записано чимало літературних перекладів під піклуванням Альфреда, і навіть ним самим. Мову цієї доби інколи називають Альфредовою давньоанглійською. Тим не менш, мова цих текстів іноді відбиває також вплив інших діалектів.
Перелік текстів:
1. Передмова короля Альфреда до "Пастирського піклування" папи Григорія (Pastoral Care).[2]
2. Historiarum adversus paganos Оросія.[3]
3. Англосаксонська хроніка.[4]

## Пізньовессекський діалект давньоанглійської мови
До моменту норманського завоювання Англії в 1066 році мова розвинулась у пізньовессекський діалект, що постав як письмова мова. Він заступив мову часів Альфреда   внаслідок мовної реформи розпочатої єпископом Етельвольдом Вінчестерським. Незважаючи на схожість,  іноді пізньовессекський діалект не вважають прямим нащадком ранньовессекського.
Пізньовессекський діалект став першою стандартизованою писемною «англійською мовою» («вінчестерський стандарт»), що іноді називають «класичною» давньоанглійською. Цим діалектом розмовляли здебільшого на півдні та заході Англії і навколо відомого монастиря в місті Вінчестер, столиці вессекських королів. Однак, хоча інші давньоанглійські діалекти все ще були  в ужитку в інших частинах країни, всі писарі писали та копіювали манускрипти,  послуговуючись саме цією престижною письмовою формою. Такі відомі  давньоанглійські поеми як Беовульф та Юдит, первісно складені і записані іншими давньоанглійськими діалектами, згодом, при копіюванні, перекладались вже саме за вінчестерським пізньовессекським стандартом.
У Вессекських Євангеліях (близько 990 р.) текст Євангелії від Матвія 6:9-13 молитва Отче Наш, виглядає так:
Fæder ure þu þe eart on heofonum,
si þin nama gehalgod.
Tobecume þin rice,
gewurþe ðin willa,
on eorðan swa swa on heofonum.
Urne gedæghwamlican hlaf syle us todæg,
and forgyf us ure gyltas,
swa swa we forgyfað urum gyltendum.
And ne gelæd þu us on costnunge,
ac alys us  of yfele.
Soþlice. 

## По норманнському завоюванні
Вінчестерський стандарт поступово вийшов з ужитку після норманського завоювання Англії 1066 року. Монастирі припинили писемну традицію цією мовою, оскільки англійських єпископів завойовники незабаром замінили на норманських, що привезли із собою власні книжки латиною, і копіювання чи письмо давньоанглійською мовою занепало. Невдовзі саме латина стала офіційною писемною мовою, англо-нормандська ж стала мовою аристократії. Тим часом вже до середини XII століття стандартизована писемна давньоанглійська мова занепала по смерті останніх писарів, навчених писарства ще за юних літ напередодні норманського завоювання.
У подальшому нові писемні стандарти англійської мови з'являться вже в добу середньоанглійської та сучасної англійської мови, але походитимуть з діалекту східного Мідленду, який до того ж є англський, а не сакський.